# 당신은 여자
당신은 여자는 1970년 공개된 대한민국의 영화이다.

## 배역
- 신성일
- 윤정희
- 허장강